# Josef Caňkář
Josef Caňkář (5. listopadu 1889 Hradištko – 2. března 1975 Poděbrady) byl český a československý politik, meziválečný i poválečný starosta Poděbrad a poválečný poslanec Prozatímního Národního shromáždění a Ústavodárného Národního shromáždění za Československou stranu národně socialistickou.

## Biografie
V roce 1908 vystudoval učitelský ústav v Čáslavi. Původně byl učitelem na obecné škole v Nymburku, v Bošíně a Úmyslovicích a od roku 1918 v Poděbradech. V roce 1925 byl poprvé zvolen do obecního zastupitelstva Poděbrad. V letech 1927–1939 byl starostou města Poděbrady. Za jeho působení byla postavena pošta, nové nádraží a Libenského kolonáda. 1. září 1939 ho zatklo gestapo. Válku strávil v koncentračním táboře Sachsenhausen. Po válce byl v roce 1946 opět zvolen do čela Poděbrad.
V letech 1945–1946 byl poslancem Prozatímního Národního shromáždění za národní socialisty. Mandát obhájil v parlamentních volbách v roce 1946 a stal se poslancem Ústavodárného Národního shromáždění, kde zasedal do parlamentních voleb v roce 1948.
Po únorovém převratu v roce 1948 byl zbaven všech funkcí. V Poděbradech pak působil jen jako kronikář místní evangelické farnosti. V roce 1968 byl rehabilitován. V roce 2010 mu bylo uděleno in memoriam čestné občanství města.